# 広宗寺
広宗寺（こうそうじ）は、中華人民共和国山西省忻州市五台県五台山にある仏教寺院。

## 歴史
広宗寺は明の正徳年間（1506年 - 1521年）に建立された。現寺は清代の所建である。康熙帝から「雲嵋」の額を賜った。
1983年、中華人民共和国国務院は仏寺を漢族地区仏教全国重点寺院に認定した。

## 伽藍
大仏殿、天王殿、法尊塔